# Nestier
Nestier là một xã thuộc tỉnh Hautes-Pyrénées trong vùng Occitanie tây nam nước Pháp. Xã này nằm ở khu vực có độ cao trung bình 478 mét trên mực nước biển.